# Episodi di Arifureta - Il più forte del mondo con un mestiere comune

Logo della serie

Questa è la lista degli episodi dell'anime Arifureta - Il più forte del mondo con un mestiere comune, adattamento dell'omonima light novel scritta da Ryō Shirakome e illustrata da Takayaki.
Un adattamento anime è stato annunciato il 2 dicembre 2017. La serie era inizialmente prevista per la prima volta nell'aprile 2018, ma il 15 gennaio 2018 la sua versione è stata respinta a causa di "varie circostanze". Originariamente, la serie sarebbe stata diretta da Jun Kamiya e scritta da Kazuyuki Fudeyasu, con l'animazione dello studio White Fox e il character design di Atsuo Tobe, che sarebbe stato anche il direttore dell'animazione principale. Tuttavia, in seguito al posticipo, è stato annunciato il 29 aprile 2018 che Kinji Yoshimoto sarebbe diventato il direttore e lo studio Asread si sarebbe unito alla White Fox come animatore. Inoltre, Chika Kojima ha preso il posto di Atsuo Tobe come character designer per adattare i progetti originali di Takayaki, e Kazuyuki Fudeyasu ha lasciato la sua posizione di sceneggiatore, venendo sostituito da Shoichi Sato e Kinji Yoshimoto. Il componimento delle musiche è stato affidato a Ryō Takahashi. Void_Chords feat. LIO eseguirà la sigla di apertura FLARE, mentre DracoVirgo la sigla finale Hajime no uta (タジメノタ?). La serie è stata presentata in anteprima l'8 luglio 2019 su AT-X, Tokyo MX, SUN e BS11, e consiste di 13 episodi. Inoltre sono stati pubblicati due OAV con il secondo e il terzo set home video il 25 dicembre 2019 e il 26 febbraio 2020. Un ONA, che funge da prologo, è stato inizialmente proiettato all'evento Arifureta shokugyō de sekai saikyō -Live & Act- il 19 gennaio 2020 per poi essere distribuito in streaming il 19 marzo successivo.
In seguito alla messa in onda dell'ultimo episodio, il sito ufficiale ha confermato la produzione di una seconda stagione. Quest'ultima è stata trasmessa dal 13 gennaio al 31 marzo 2022 su AT-X, Tokyo MX e BS11. Akira Iwanaga sostituisce Kinji Yoshimoto come regista e Studio Mother ha lavorato come studio d'animazione secondario al posto di White Fox. Il resto dello staff e del cast sono invece tornati a ricoprire i medesimi ruoli. MindaRyn canta la sigla d'apertura Daylight mentre il gruppo FantasticYouth quella di chiusura Gedō sanka (外道讃歌?). Un terzo OAV è uscito il 23 marzo 2022 in allegato al primo volume Blu-ray della seconda stagione. Un ulteriore OAV è uscito il 25 settembre 2022.
Il 10 settembre 2022 è stata annunciata la produzione della terza stagione. Lo studio Asread si occupa dell'animazione, con Akira Iwanaga, Shoichi Sato e Chika Kojima che tornano rispettivamente nei ruoli di regista, sceneggiatore e character designer. È stata trasmessa dal 14 ottobre 2024 al 17 febbraio 2025. La sigla d'apertura degli episodi 26-34 è Unending Wish di Void_Chords feat. MindaRyn mentre quella di chiusura è The other story dei Doberman Infinity. Per gli episodi 35-41, la sigla d'apertura è Compass, sempre di Void_Chords feat. MindaRyn, e quella di chiusura è Metamorphosis di iScream.
In Italia i diritti delle varie stagioni dell'anime sono stati acquisiti da Yamato Video che le ha pubblicate in versione sottotitolata sul canale Anime Generation di Prime Video a partire dal 14 ottobre 2024.

## Lista episodi

### Prima stagione
| Nº serie | Nº    | Titolo italiano Giapponese 「Kanji」 - Rōmaji | In onda           | In onda |
| Nº serie | Nº    | Titolo italiano Giapponese 「Kanji」 - Rōmaji | Giapponese        |         |
| 1        | 1     | Il mostro dell'Abisso 「奈落の底の化け物」 - Naraku no soko no bakemono | 8 luglio 2019     |         |
| 1        | 1     | L'episodio inizia con Hajime Nagumo che viene gettato nell'Abisso del Labirinto di Orcus, un luogo abitato da potenti mostri. Ad un certo punto un orso gli taglia il braccio sinistro e lo mangia. Hajime fugge trasmutando la sua strada nel terreno dove trova una Pietra della Divinità che crea una pozza colma del fluido curativo di Ambrosia, il che gli permette di sopravvivere. Nei flashback, viene rivelato che Hajime non ha abilità da guerriero ed è in grado di usare solo la trasmutazione, che gli consente di manipolare la materia a suo piacimento. Quando la sua classe è entrata nel dungeon, è stata attaccata da un behemoth ed il ragazzo è stato deliberatamente spinto nell'Abisso da uno dei suoi compagni di classe dopo aver cercato di salvare Kaori. Nell'Abisso Hajime inizia ad impazzire a causa della fame e caccia dei lupi usando delle trappole. Dopo averne mangiato uno, le cellule del mostro cambiano il suo DNA, e solo la costante guarigione dell'Ambrosia lo salva. Il suo corpo si trasforma, diventando molto più forte per via della continua lacerazione dei suoi muscoli dalla simbiosi del suo DNA e di quello dei mostri e dalla guarigione dell'Ambrosia. Dopo la sua trasformazione, caccia altri mostri, mangiandoli per aumentare il suo livello e ottenere le loro abilità fisiche e magiche. Usa persino la sua abilità di trasmutazione per creare potenti armi attraverso tentativi ed errori, creando la sua prima pistola: Donner. Alla fine caccia e mangia l'orso mostruoso che gli aveva divorato il braccio prima di farsi strada nelle profondità dell'Abisso. |                   |         |
| 2        | 2     | Il vaso di Pandora 「パンドラの箱」 - Pandora no hako | 15 luglio 2019    |         |
| 2        | 2     | Al re viene riferito della morte di Hajime e, non volendo ammettere la caduta di un eroe, vieta qualsiasi menzione dell'incidente. Shizuku, l'amica di Kaori, rivela attraverso i flashback che il Papa ha convocato la loro classe del liceo e la loro insegnante in questo mondo per agire da eroe nella guerra dell'umanità contro demoni e mostri. Nota che il suo compagno di classe, Hiyama, si comporta in modo strano, ma non comprende che è stato proprio lui ad attaccare il loro compagno. Hajime alla fine raggiunge una gigantesca porta di pietra e sconfigge i guardiani, recuperando le chiavi dai loro cadaveri; nel frattempo Kaori è determinata a non rinunciare alla ricerca del suo amico. Superato il portale, Hajime trova una giovane ragazza imprigionata in un cristallo ma decide di lasciarla lì, credendo che sia un mostro imprigionato per un qualche motivo. Quest'ultima però ammette di essere una principessa vampira immortale ma insiste di essere stata tradita da uno zio che voleva la sua posizione, ma non potendo ucciderla l'ha sigillata. Provando compassione nei suoi confronti in quanto anche lui è stato tradito, Hajime la libera. Decidendo di abbandonare il suo vecchio nome, ne chiede un nuovo ad Hajime, così lui la chiama Yue, poiché i suoi capelli dorati gli ricordano il chiaro di Luna. |                   |         |
| 3        | 3     | La vampira aurea 「黄金の吸血姫」 - Kogane no kyūketsu hime | 22 luglio 2019    |         |
| 3        | 3     | Hajime e Yue vengono attaccati da un mostro scorpione gigante. Yue si nutre del sangue di Hajime, recuperando la sua magia, e uccidono il mostro. Mentre mangia la carne Hajime dice a Yue che tutti i vampiri sono stati sterminati 300 anni fa, rendendola di conseguenza l'ultima vampira. Yue spiega che i labirinti sono stati costruiti dai Maverick, potenti utilizzatori di magia che hanno tentato senza successo di sconfiggere Dio, quindi ognuno di loro ha costruito un labirinto come santuari per vendicarsi di Dio e che potrebbero essere ancora vivi nei piani più profondi. Hajime trasmuta il guscio dello scorpione per creare un fucile chiamato Schlagen. Hajime racconta a Yue come è stato tradito, afferma che non gli importa più dei suoi compagni di classe e che vuole solo abbastanza potere per tornare in Giappone, e poiché Yue non ha più una casa, le chiede di andare con lui. I compagni di classe di Hajime decidono di entrare di nuovo nel labirinto. Hajime e Yue entrano in un piano dove tutti i mostri sono infetti e controllati psichicamente da un mostro simile a una pianta. Yue viene avvelenata; tuttavia, uno dei mostri che Hajime aveva mangiato in precedenza lo rende immune all'infezione, permettendogli di uccidere il mostro senza troppi problemi. Più tardi, Yue si spoglia nuda per bere il sangue di Hajime e lo seduce. Diversi giorni dopo raggiungono il piano inferiore e si preparano ad affrontare il mostro che funge da boss finale. |                   |         |
| 4        | 4     | Il Guardiano delle Profondità 「最奥のガーディアン」 - Saiō no Gādian | 29 luglio 2019    |         |
| 4        | 4     | Hajime e Yue affrontano il boss finale, un gigantesco mostro simile a un'idra con sei teste, ognuna capace di un diverso tipo di magia e una delle quali può curare le altre. Yue viene distratta dalla paura generata dall'ipnosi della creatura e rischia di essere mangiata ma il suo compagno riesce a salvarla baciandola. Hajime riesce a usare Schlagen per distruggere tre teste, inclusa quella guaritrice, e Yue spazza via le restanti tre con un fulmine. Prima che possano rilassarsi, emerge una settima testa a sorpresa. Hajime viene ferito mentre protegge Yue e Schlagen viene distrutto. Vedendo Hajime privo di sensi, Yue lo trascina in salvo e cerca di attaccare con la sua pistola, ma rimane ferita. Nonostante sia incosciente, Hajime sente il pianto di Yue e in qualche modo aumenta la sua velocità permettendole di schivare tutti gli attacchi. Fa esplodere delle granate in tutta la stanza, facendo cadere il tetto sulla testa del nemico e consentendo a Yue di ucciderlo per sempre con un fulmine. Quando l'ultima porta si apre, Hajime sviene per la stanchezza. Nel frattempo, Aiko Hatayama, l'insegnante di Hajime chiamata anche lei a combattere per il regno, litiga con il Papa che insiste perché rientrino nel labirinto. Il Papa accetta infine di inviare gli studenti volontari solo finché Aiko continui a usare la sua magia della fertilità per sostenere i regni in difficoltà nell'agricoltura. |                   |         |
| 5        | 5     | La dimora del ribelle 「反逆者の住処」 - Hangyakusha no sumika | 5 agosto 2019     |         |
| 5        | 5     | Hajime si sveglia a letto con Yue, dove scopre di aver perso l'occhio destro durante l'ultimo scontro, e apprende che sono a casa dei Maverick. Trovano lo scheletro di un Maverick prima di un cerchio magico e Hajime fa esaminare i suoi ricordi con la forza da un incantesimo che attiva una registrazione che il Maverick ha lasciato. Quest'ultimo si presenta come Oscar Orcus e per aver superato il suo labirinto ritiene Hajime degno di conoscere la verità sulla guerra tra i Maverick e Dio. I compagni di classe di Hajime entrano nel labirinto e sconfiggono il behemoth che credono abbia ucciso Hajime. Oscar concede ad Hajime il suo potere e i suoi ricordi prima di scomparire, così il ragazzo si rende conto che i Maverick erano in realtà dei Liberatori e rivela di aver ereditato l'antica magia della creazione di Oscar, permettendogli di aggiungere proprietà magiche agli oggetti trasmutati per creare manufatti. Seppelliscono Oscar e Hajime prende il suo anello che controlla un portale verso la superficie, poi decide di conquistare tutti i labirinti per le loro antiche magie. Per oltre due mesi Hajime sfrutta il tesoro, la biblioteca e l'officina di Oscar per imparare il più possibile, fabbricando armi e veicoli e dotandosi di un braccio protesico avanzato e di un gioiello magico per sostituire il suo occhio. Yue continua a sedurlo più volte, così le regala un anello magico e la avverte che i suoi piani alla fine li renderanno nemici della Chiesa e del loro Dio, Ehit. Yue giura di stare con lui a prescindere mentre si teletrasportano in superficie. |                   |         |
| 5.5      | 5.5   | 「総集編 オルクス大迷宮」 - Sōshūhen Orukusu dai meikyū – "Omnibus: Il grande labirinto di Orcus" | 12 agosto 2019    |         |
| 5.5      | 5.5   | Episodio riassuntivo degli eventi delle prime 5 puntate. |                   |         |
| 6        | 6     | Coniglio disgraziato 「残念なウサギ」 - Zannenna usagi | 19 agosto 2019    |         |
| 6        | 6     | Shea Haulia, una ragazza-coniglio, aspetta con impazienza nel punto in cui dovrebbero apparire Hajime e Yue ma quando arrivano quest'ultimi cercano di ignorarla perché è piuttosto fastidiosa. Hajime alla fine accetta di ascoltarla e spiega che la sua tribù è minacciata dai mostri e con la sua magica capacità di predire possibili eventi futuri prevedeva che Hajime li avrebbe salvati. Il ragazzo accetta in cambio che lei li guidi a un Grande Albero menzionato nella biblioteca di Oscar. Arrivato nella foresta della tribù, Hajime uccide diversi mostri, usando Shea come esca. Gli uomini coniglio gli chiedono poi di allenarsi perché sono stanchi di essere indifesi, così Hajime lotta per superare la loro naturale timidezza da coniglio, quindi li sottopone a una routine di allenamento spietata, finendo per trasformarli in assassini di potenti mostri. Shea li porta all'albero che Hajime determina essere l'ingresso di un altro labirinto, ma una lastra di pietra nelle vicinanze con delle fessure a forma di anello, fa capire ad Hajime che questo labirinto si aprirà solo dopo aver superato prima altri labirinti. Gli uomini coniglio decidono di continuare ad allenarsi e di proteggere l'albero fino al ritorno di Hajime. Shea, innamoratasi di lui, decide di unirsi a loro e Yue è costretta a lasciarla nel gruppo dopo che la coniglietta ha tecnicamente vinto un duello riuscendo a graffiare la faccia della vampira. |                   |         |
| 7        | 7     | Il gran labirinto di Reisen 「ライセン大迷宮」 - Raisen dai meikyū | 26 agosto 2019    |         |
| 7        | 7     | Il trio viaggio fino ad arrivare alla Gola di Reisen, contenente l'ingresso a un altro labirinto. Sono accolti dalla voce dell'iperattiva Maverick Miledi Reisen che ha costruito un labirinto pieno di scherzi pratici che colpiscono principalmente Shea. Molti dei compagni di classe di Hajime decidono di abbandonare il labirinto e aiutare Aiko nelle fattorie. Hajime e le ragazze arrivano in fondo al labirinto per affrontare il boss, ovvero la stessa Miledi che comanda un robot gigante e dopo una lunga battaglia riescono a rompere il suo cuore di cristallo. Usa le ultime sue energie per augurare buona fortuna ad Hajime contro Ehit, anche se il primo afferma di non avere intenzione di sconfiggere Ehit, ma Miledi gli assicura che un giorno sarà un assassino di dei. Tuttavia, entrando nella stanza del tesoro, trovano la vera anima di Miledi all'interno di un piccolo golem in stile cartone animato, che Shea punisce per tutti gli scherzi subiti. Per completare il labirinto dà ad Hajime il suo anello e a Yue la sua antica magia di gravità. Quindi li espelle dal labirinto attraverso un vortice, anche se Shea annega perché non sa nuotare. Hajime la riporta indietro con la RCP anche se cerca di annegarla di nuovo dopo che si è svegliata e ha colto l'occasione per baciarlo violentemente. Stanchi, trovano una locanda dove Shea insiste a gran voce che Hajime passi la notte a prendersi la sua verginità. Ora pubblicamente umiliato Hajime punisce ancora una volta Shea. |                   |         |
| 8        | 8     | Rincontro con il passato 「過去との再会」 - Kakoto no saikai | 2 settembre 2019  |         |
| 8        | 8     | La Gilda degli Avventurieri chiede ad Hajime di trovare degli avventurieri scomparsi, incluso il figlio di un nobile. Il gruppo viaggia così in un vicino villaggio agricolo, ignari che le fattorie siano visitate da Aiko e da diversi compagni di classe, dove si scopre che uno di loro, Shimizu, è scomparso. Hajime cerca di evitarli ma gli altri sentono Shea che lo chiama per nome, così Aiko lo raggiunge in lacrime chiedendogli dove fosse stato, ma lui la ignora. Vengono affrontati da un arrogante cavaliere templare che insulta Shea, quindi Hajime lo ferisce gravemente. I suoi compagni di classe sono scioccati e spaventati dalla sua nuova personalità spietata anche se Aiko giura che troverà un modo per farlo tornare come prima. Più tardi, Hajime fa visita ad Aiko da sola per riferirle un'informazione molto importante riguardante la guerra contro i demoni. Secoli fa diversi umani scoprirono la verità, il Dio Ehit non era dalla loro parte, e stava semplicemente controllando la guerra per il proprio divertimento. Questi umani divennero i Liberatori per liberare i mortali dalla tirannia di Ehit. Tuttavia, Ehit, attraverso la Chiesa, li fece etichettare come eretici e ribattezzarli Maverick. I rimanenti Liberatori costruirono i labirinti per tenere al sicuro le loro antiche magie finché non sarebbe arrivato qualcuno in grado di sconfiggere Ehit a reclamare i loro poteri. Prima di andarsene le racconta anche senza mezzi termini che uno dei suoi compagni di classe ha cercato di ucciderlo. La mattina dopo Aiko e gli studenti insistono ostinatamente nell'aiutarli a cercare sulle montagne gli avventurieri scomparsi poiché Aiko vuole fare più domande sui Liberatori. |                   |         |
| 9        | 9     | Trafiggere il drago nero 「黒竜を穿つ者」 - Kuro ryū o ugatsu mono | 9 settembre 2019  |         |
| 9        | 9     | Una volta in montagna, Hajime usa dei droni trasmutati collegati al suo occhio gioiello per cercare gli avventurieri. Trovano il figlio del nobile, Will, l'unico sopravvissuto che rivela di essere stato attaccato da un esercito di mostri e da un drago nero. Al ritorno vengono attaccati dal drago ma Hajime riesce a colpirlo dal cielo e tenta di perforare la sua armatura con la sua arma il Pile Bunker, che può far passare i pali di Azanthium attraverso qualsiasi materiale. Il drago riesce quasi a fuggire fino a quando Shea non lo mette fuori combattimento con il Drucken. Decidendo di rinunciare a perforare l'armatura, Hajime infila sadicamente il paletto nella sua unica area non armata; l'ano. Tuttavia, il dolore fa sì che il drago riveli che è una femmina di Dragonborn, in grado di assumere una forma umana e lo implora di rimuovere il paletto in cambio di tutto ciò che sa. Ammette di essere stata magicamente costretta da qualcuno ad attaccare Will e i suoi amici e, come espiazione, si offre di aiutarli a fermare il responsabile. Hajime decide comunque di ucciderla ma Yue lo convince a risparmiarla. Rimuove il paletto e il drago si trasforma in una giovane donna di nome Tio, una masochista spudorata che ammette di aver goduto un po' per il paletto nel sedere. A questo punto la nuova alleata Tio rivela che il responsabile ha un esercito di 60.000 mostri e sta pianificando di attaccare il villaggio agricolo. |                   |         |
| 10       | 10    | La spada della dea 「女神の剣」 - Megami no ken | 16 settembre 2019 |         |
| 10       | 10    | Hajime si rivela convinto a combattere quando Aiko glielo chiede, così erige delle barricate intorno al villaggio evitando le intenzioni amorose di Tio che trova eccitante il suo misto di negligenza e abuso verbale. Hajime decide di dedicare la loro vittoria ad "Aiko, la spada della dea", mettendola in imbarazzo, quindi procede a massacrare l'esercito di mostri con mitragliatrici e lanciarazzi trasmutati. Con le sue munizioni esaurite e Yue e Tio a corto di magia, Hajime e Shea si precipitano a catturare il misterioso comandante mentre i mostri si ritirano. Hajime si rende conto che il comandante non è altri che Shimizu, il compagno scomparso. Quest'ultimo ammette di essere deluso di non essere l'unico eroe evocato, soprattutto perché impallidì rispetto ai suoi compagni di classe più potenti, così firmò un contratto con un demone, che gli diede il potere in cambio dell'uccisione di Aiko. Colpisce poi Aiko con un ago velenoso ma viene colpito alle spalle da un mostro cecchino, così Hajime spara al cecchino e cura Aiko con Ambrosia tramite un bacio. Mentre Shimizu giace morente, offre lealtà ad Hajime che vede la bugia nei suoi occhi e lo giustizia senza pietà, devastando Aiko. Mentre se ne stanno andando, Yue afferma che il cecchino stava mirando ad Aiko, quindi Hajime ha finito di uccidere Shimizu in modo che Aiko incolpasse lui e non se stessa, permettendole di riprendersi psicologicamente molto più velocemente. |                   |         |
| 11       | 11    | Il giorno di ferie dei "mostri" 「化け物たちの休日」 - Bakemonotachi no kyūjitsu | 23 settembre 2019 |         |
| 11       | 11    | Una banda di schiavi cattura una rara bambina sirena di nome Myu e decide di venderla. Hajime riporta Will da suo padre e riscuote la sua parcella. Decidendo di fare una pausa, lui e i suoi compagni esplorano la città come turisti. In un acquario incontrano un pesce parlante senziente e decidono di liberarlo. Come ringraziamento gli gira la voce riguardante una bambina sirena che è stata catturata, e siccome la cosa infastidisce Hajime, quest'ultimo e Shea vagano per la città finché non trovano la bambina nelle fogne sotterranee e la salvano, facendo infuriare il capo degli schiavisti. Hajime e Shea tengono Myu al sicuro ma non sanno di preciso cosa fare dopo. Altrove, Yue e Tio discutono della condivisione di Hajime tra loro. Hajime decide di dare Myu alle guardie della città, nonostante la sua supplica di rimanere con lui. Dopo aver consegnato Myu in lacrime, il corpo di guardia viene attaccato e Myu viene nuovamente rapita. Infuriato, Hajime inizia a giustiziare sistematicamente i noti associati degli schiavisti in cerca dell'imminente asta salvando molti bambini lungo la strada. Individua così l'asta nella dimora di un nobile dove giustizia il capo, salva Myu e fa saltare in aria la villa insieme ai clienti interessati. Myu decide di iniziare a chiamare Hajime "Papà", il che fa sì che Yue, Shea e Tio chiedano ad Hajime di metterle tutte incinta dei suoi figli. |                   |         |
| 12       | 12    | Un'ombra incombente 「忍び寄る影」 - Shinobiyoru kage | 30 settembre 2019 |         |
| 12       | 12    | Nonostante il suo disagio, Hajime riesce a fare da genitore a Myu abbastanza bene. Tornano nella città dove sono stati convocati Hajime e gli altri eroi e durante la visita alla gilda degli avventurieri, Hajime incontra un in preda al panico Endou, uno dei suoi compagni di classe, che li avverte che il demone Cattleya ha creato una trappola nel labirinto per il resto della classe. La classe è sopraffatta dai mostri evocati da Cattleya, incapaci persino di avvicinarsi a quest'ultima per provare a ucciderla. Hajime è indifferente fino a quando Endou non fa arrabbiare Myu e diventa decisamente riluttante a dargli una mano. Nel frattempo, una studentessa di nome Suzu viene ferita, causando la fuga di gran parte della classe mentre Hiyama suggerisce di firmare dei contratti con il demone per sopravvivere. Kōki, l'eroe principale, si avvicina a Cattleya, ma esita dopo aver lasciato cadere un medaglione con una foto del suo amante, rendendosi conto che anche lei ha una vita fuori dalla guerra, poi viene gravemente ferito. Con il supporto delle ragazze, Hajime decide di salvare la sua classe, ragionando che solo uno di loro ha cercato di ucciderlo, il che significa che la maggior parte di questi è innocente. La spada di Shizuku si rompe, quindi si prepara a morire insieme a Kaori, tuttavia vengono salvate in extremis da Hajime, dopo aver creato una scorciatoia usando il suo Pile Bunker per saltare attraverso i piani superiori. Tutti sono scioccati nell'apprendere che Hajime sia ancora vivo. |                   |         |
| 13       | 13    | Incapace senza pari 「無能の無双」 - Munō no musō | 7 ottobre 2019    |         |
| 13       | 13    | Hajime affronta la magia di Cattleya e uccide tutti i suoi mostri. Hiyama è terrorizzato dal ritorno di Hajime, temendo che venga scoperto per il suo tentato assassino. Hajime poi trasmuta per Shizuku una nuova spada indistruttibile mentre Myu chiama Hajime "Papà", confondendo tutti e sconvolgendo Kaori. Cattleya tenta di fuggire ma viene catturata da Hajime che la tortura per ottenere informazioni, scioccando i suoi compagni di classe. Hajime scopre che un potente demone ha liberato uno dei labirinti e sta usando la sua magia antica per creare un esercito di mostri. Cattleya lo avverte che il suo amante lo ucciderà per vendicarsi, ma il ragazzo la elimina lo stesso. In seguito, Kōki è indignato in quanto Hajime ha giustiziato Cattleya mentre era indifesa, così il secondo lo rimprovera in quanto Kōki è troppo debole per fare ciò che è necessario, avvertendolo che se lui o uno dei suoi compagni di classe cercheranno di fermarlo, ucciderà anche loro. Kaori confessa di amare Hajime ma lui la rifiuta perché ama già Yue. Nonostante ciò Kaori insiste comunque per unirsi alla sua squadra per competere con Yue mentre Shizuku cerca poi di restituire la spada che le ha dato, ma lui le dice di tenerla, suggerendo che anche lei potrebbe avere una cotta per lui. Mentre se ne vanno nel SUV trasmutato di Hajime, Kaori è furiosa nello scoprire che deve condividere il sedile posteriore con Shea e Tio mentre Yue prende automaticamente il sedile del passeggero accanto ad Hajime. Ala fine Hajime si rivela determinato a tornare in Giappone, affermando che non gli importa chi debba uccidere per farlo, e che sarebbe pronto a fare fuori anche Dio in persona.                   |                   |         |
| OAV 1    | OAV 1 | Il diario di Yue 「ユエの日記帳」 - Yue no nikki-chō | 25 dicembre 2019  |         |
| OAV 1    | OAV 1 | Le ragazze della squadra di Hajime trovano il diario di Yue, ed iniziano a leggerlo di nascosto. Il testo narra dall'incontro con Hajime e della sua seduzione, l'incontro con Shea, il "coniglio senza valore" e l'invenzione di modi per tormentarla per essersi innamorata di Hajime. Descrive anche la sua dipendenza da Hajime-nium, il nome che ha dato al sangue del ragazzo. Inoltre, dopo che Shea l'ha sconfitta in un duello, inizia a descriverla con affetto, ammirando la sua abilità e determinazione. Successivamente viene raccontato l'incontro con la fastidiosa Miledi, dopodiché Yue sostiene di percepire un legame quasi fraterno con Shea e di aver deciso di proteggerla. Questo fa scoppiare in lacrime Shea. Viene poi anche spiegato con Tio, il "drago di scarto" pervertito indifeso, così come la sua gelosia per Hajime che dà ad Aiko l'Ambrosia tramite un bacio e si chiede se Hajime potrebbe essere un sadico sessuale o avere un feticcio dell'insegnante. Continuando a leggere trovano la scoperta di Myu e il desiderio incontrollabile che ha causato di avere un bambino da Hajime. Infine, si parla di Kaori e il suo travolgente desiderio di sconfiggerla e tenere Hajime per sé. Yue finalmente arriva e, trovandole a leggere il suo diario, le punisce severamente, poi scrive nel suo diario che è un buon giorno in cui può punire le persone a cui tiene. |                   |         |
| ONA      | ONA   | Prologo 「プロローグ」 - Purorōgu | 19 gennaio 2020   |         |
| ONA      | ONA   | L'episodio mostra la normale vita da liceale condotta da Hajime e dagli altri compagni di classe prima di arrivare nel mondo parallelo. Qui il ragazzo viene preso in giro da alcuni bulli perché ha rischiato di arrivare in ritardo ma la bella e popolare Kaori si dimostra gentile nei suoi confronti e chiacchiera un po' con lui. Successivamente la professoressa Aiko entra in classe e tutti quanti vengono teletrasportati in un altro mondo dove finiscono per essere ingaggiati per affrontare i mostri che abitano quel luogo. Tutti quanti ricevono una serie di abilità esclusive, ma Hajime si ritrova ad essere un sinergista, ovvero una delle classi più scarse in assoluto. |                   |         |
| OAV 2    | OAV 2 | Le terme dell'amore 「なれそめ温泉」 - Naresome onsen | 26 febbraio 2020  |         |
| OAV 2    | OAV 2 | Mentre fa il bagno con Myu, Hajime sente le ragazze nel bagno confinante che chiedono a Kaori come lo ha incontrato. Questa rivela che è stato quando lo ha visto difendere una nonna e un nipote dai delinquenti, nonostante al tempo fosse ancora debole, e si è innamorata della sua umiltà e non della sua forza. Yue la etichetta gelosamente come una stalker, quindi Kaori chiede dettagli su come Yue ha incontrato Hajime. Yue spiega di essere stata intrappolata nel cristallo e Hajime che l'ha quasi abbandonata ma poi ha cambiato idea dopo che lei lo ha implorato. Shea interrompe con la sua storia di e dice che lo ha visto dopo ha completato il labirinto, chiedendo il suo aiuto, poi che è stata usata come esca per cacciare dei mostri. Infine, Tio racconta la sua storia dove Hajime ha cercato di ucciderla impalandole l'ano con un paletto nella sua forma di drago. Spinto oltre l'imbarazzo, Hajime cerca di impedire a Myu di sentire quello che stanno dicendo le ragazze. Kaori si chiede come tanti incontri strani abbiano fatto innamorare qualcuno di Hajime. Non appena escono dai bagni, iniziano di nuovo a competere per il tormentato Hajime. |                   |         |

### Seconda stagione
| Nº serie | Nº    | Titolo italiano Giapponese 「Kanji」 - Rōmaji | In onda           | In onda |
| Nº serie | Nº    | Titolo italiano Giapponese 「Kanji」 - Rōmaji | Giapponese        |         |
| 14       | 1     | Irregular 「イレギュラー」 - Iregyurā | 13 gennaio 2022   |         |
| 14       | 1     | Nel prologo, Hajime combatte contro una donna angelo e afferma che eliminerà qualsiasi ostacolo sul suo cammino, persino un dio, se necessario. Nel presente, Kōki torna con i suoi compagni al castello, scoraggiato dal fatto che Kaori non solo ha confessato il suo amore per Hajime, ma anche perché ha lasciato il gruppo per stare con lui. Nel frattempo, il gruppo di Hajime viaggia nel deserto di Gruen, dove viene attaccato da decine di Sand Worm. Dopo aver sconfitto i mostri, salvano un nobile di nome Bize Feuward Zengen, figlio del duca di Ankaji. Bize è affetto da una strana malattia che sovraccarica il suo corpo di mana e che finirà per ucciderlo. Egli rivela che Ankaji si trova in una situazione disastrosa, con l'approvvigionamento idrico avvelenato, tanto che gli abitanti hanno iniziato a manifestare i sintomi della stessa malattia da "sovraccarico di mana" che affligge Bize. Hajime e le ragazze decidono di aiutare gli abitanti di Ankaji e perciò iniziano a dirigersi verso la città. Intanto, il generale Freid dell'esercito dei demoni viene informato della morte di Cattleya e della distruzione dell'esercito dei mostri per mano di Hajime. Alla fine, Freid inizia i preparativi per affrontare Hajime in uno scontro mortale. |                   |         |
| 15       | 2     | Luce incandescente 「灼熱の光」 - Shakunetsu no hikari | 20 gennaio 2022   |         |
| 15       | 2     | Il gruppo di Hajime arriva ad Ankaji, dove presta soccorso ai cittadini colpiti dalla maledizione e distrugge il mostro responsabile. Mentre Kaori rimane a curare i malati con Myu, Hajime e il resto del gruppo entrano nel Grande Vulcano Gruen, il terzo labirinto, con lo scopo di recuperare la pietra quiescente. Il gruppo si spinge attraversi grandi fiumi di lava fusa, fino al nucleo centrale, che scoprono essere sorvegliato da un centinaio di mostri. Hajime e le ragazze attaccano prontamente i mostri a guardia del nucleo, ma proprio mentre uccidono l'ultimo di loro, un enorme raggio di luce colpisce Hajime. |                   |         |
| 16       | 3     | Nero e bianco 「黒と白」 - Kuro to shiro | 27 gennaio 2022   |         |
| 16       | 3     | Hajime viene ferito dall'attacco a sorpresa di Freid, ma nonostante il vantaggio, il nemico non riesce a sconfiggere il gruppo di Hajime in combattimento. Come ultima risorsa, Freid distrugge i controlli che impediscono al vulcano di eruttare e intrappola Hajime e le ragazze all'interno in modo che l'eruzione li uccida. Prima che il vulcano venga sigillato, Hajime incarica Tio (trasformata in drago) di fuggire rapidamente per ricongiungersi a Kaori e Myu ad Ankaji, mentre lui e le altre cercano un'altra uscita. Nel frattempo, a palazzo, Shizuku viene informata dalla principessa Liliana che il re intende bollare Hajime come eretico per il suo affronto. Daisuke Hiyama, lo studente che all'insaputa degli altri aveva intenzionalmente preso di mira Hajime (causandone la caduta e la quasi morte all'interno del Labirinto di Orcus), è sempre più sconfortato da quando Kaori si è unita ad Hajime dopo avergli confessato il suo amore. Nel frattempo, un'altra compagna di classe, la cui identità è sconosciuta, rivela di aver sempre saputo che Daisuke aveva intenzionalmente cercato di uccidere Hajime a Orcus. Questa persona misteriosa si avvicina a Daisuke, proponendogli un'alleanza e alludendo sottilmente al fatto che non ha altra scelta che accettare. |                   |         |
| 17       | 4     | Rincontro genitoriale 「親子の再会」 - Oyako no saikai | 3 febbraio 2022   |         |
| 17       | 4     | Sfuggita per un pelo ai suoi inseguitori, Tio torna ad Ankaji e viene curata da Kaori e Myu, mentre Hajime, Yue e Shea raggiungono il nucleo del labirinto e si impadroniscono del suo potere prima di fuggire in un sottomarino creato da Hajime. Qualche tempo dopo, il gruppo si riunisce in mezzo all'oceano e arriva alla città marittima di Erisen, dimora degli abitanti del mare, dove Myu si riunisce con sua madre, Remia. Nel frattempo, Shizuku si consulta con Aiko e apprende che Hajime è stato ufficialmente bollato come eretico dalla Chiesa per essersi rifiutato di rispettare i suoi ordini. Aiko rivela anche se sia il re che i nobili si stanno comportando in modo strano e che, secondo Hajime, non possono fidarsi né della Chiesa né del Dio Ehit, poiché egli conosce il suo vero obiettivo. |                   |         |
| 18       | 5     | Ricordi dal fondo del mare 「海底の記憶」 - Kaitei no kioku | 10 febbraio 2022  |         |
| 18       | 5     | Il gruppo di Hajime parte da Erisen per esplorare le rovine sottomarine di Melousine, il luogo dove risiede il quarto labirinto. Mentre si fanno strada tra le rovine, incontrano un potente mostro che li mette alle strette. Durante la ritirata, Hajime e Kaori si separano dagli altri membri del gruppo. I due continuano a combattere insieme i nemici illusori del labirinto, finché finalmente trovano il tempo di riposare e conferire sulle loro circostanze. Hajime rimprovera a Kaori di continuare a paragonarsi e a sentirsi inferiore a Yue, che è stata al fianco di Hajime quando aveva più bisogno di qualcuno, ma ribadisce che Yue è la persona che ama e suggerisce a Kaori di lasciare il gruppo se non riesce ad accettarlo. Nel frattempo, al castello, Aiko viene rapita da una suora, mentre Lilliana osserva la scena da lontano. |                   |         |
| 19       | 6     | Una persona importante 「大切な人」 - Taisetsu na hito | 17 febbraio 2022  |         |
| 19       | 6     | Mentre continuano a esplorare insieme il labirinto, Hajime e Kaori assistono a una scena del passato in cui un trattato di pace tra le razze viene infranto dall'intervento di Ehit. Durante il cammino, uno spirito si impossessa di Kaori e cerca di costringere Hajime a sottomettersi, ma lui si rifiuta e continua a torturarlo con proiettili magici. Successivamente, Kaori esorcizza lo spirito maligno dall'interno usando i suoi poteri. Dopo essere stata liberata, Kaori bacia Hajime e afferma di amarlo ancora e di voler stare al suo fianco, nonostante i suoi sentimenti per Yue. I due raggiungono quindi il nucleo del labirinto, dove si riuniscono agli altri componenti del gruppo. Il mostro che li aveva precedentemente attaccati torna a fronteggiarli, ma viene distrutto da Hajime con l'aiuto dello stesso pesce senziente che lui e Shea avevano liberato in un'altra occasione. Nel frattempo, gli altri studenti sono preoccupati per la scompara di Aiko, ignorando che è tenuta prigioniera sul Monte Sacro. |                   |         |
| 20       | 7     | Un nuovo giuramento 「新たな誓い」 - Arata na chikai | 24 febbraio 2022  |         |
| 20       | 7     | Hajime e le ragazze trascorrono alcuni giorni a Erisen, e Hajime è riluttante al pensiero di separarsi da Myu. Una volta che la madre rassicura Hajime sul fatto che non avrà problemi con la sua partenza, Hajime promette a Myu che la porterà a visitare la Terra una volta trovato il modo di tornarci. Mentre il gruppo parte per proseguire il viaggio, Liliana fugge dal castello, certa di non potersi fidare di nessuno, e le forze del signore dei demoni preparano un attacco su larga scala contro gli umani. Nel frattempo, il comandante Meld pensa di inviare una lettera ad Hajime per chiedere il suo aiuto, ma arriva Daisuke che deve parlargli. Uno dei subordinati di Meld viene ipnotizzato e tenta di ucciderlo; proprio quando Meld protegge Daisuke dall'aggressore, Daisuke ne approfitta per pugnalarlo alle spalle. |                   |         |
| 21       | 8     | Un'ombra inquietante 「不穏な影」 - Fuon na kage | 3 marzo 2022      |         |
| 21       | 8     | Meld fugge dai suoi aggressori, ma viene intercettato e ucciso dall'apostolo Noint. Nel frattempo, il gruppo di Hajime salva alcuni viaggiatori da un gruppo di banditi e si riunisce con Liliana, che rivela di essere scappata dal castello per cercare un modo di salvare Aiko, detenuta sul Monte Sacro, che è anche il luogo del quinto labirinto. Hajime salva Aiko dalla prigione, ma viene attaccato da Noint, mentre un esercito di centomila mostri guidato da Freid e dai suoi subordinati si avvicina alla capitale. |                   |         |
| 22       | 9     | Capitale invasa 「王都侵攻」 - Ōto shinkō | 10 marzo 2022     |         |
| 22       | 9     | Indebolito dalla magia dei sacerdoti e per aver protetto Aiko, Hajime si trova in svantaggio nella battaglia contro Noint. Yue e Shea affrontano e sconfiggono Freid e i suoi soldati, costringendolo a ritirarsi, mentre Kaori e Liliana cercano il resto dei compagni di Hajime. Tio si incontra con Hajime, che affida Aiko alle sue cure e inizia a contrattaccare Noint. |                   |         |
| 23       | 10    | L'apostola del dio 「神の使徒」 - Kami no shito | 17 marzo 2022     |         |
| 23       | 10    | Non avendo più nulla che lo trattenga, Hajime combatte contro Noint e la sconfigge dopo una durissima battaglia. Tio e Aiko uniscono i loro poteri per lanciare un attacco al tempio, ma finiscono per distruggerlo completamente uccidendo tutti i sacerdoti. Hajime si unisce al duo e lo spirito di uno dei Liberatori li guida al centro del labirinto, dove reclamano la loro ricompensa. Altrove, gli studenti apprendono dell'invasione dei mostri e si riuniscono ai cavalieri su suggerimento di Eri, ma quest'ultima tradisce i suoi compagni e li sottomette con l'aiuto dei cavalieri sotto il suo controllo. |                   |         |
| 24       | 11    | Tradimento 「裏切り」 - Uragiri | 24 marzo 2022     |         |
| 24       | 11    | Eri rivela di essersi schierata con i demoni e di aver utilizzato la sua negromanzia per far uccidere i cavalieri, trasformandoli in non-morti sotto il suo controllo. Inoltre, svela che il suo obiettivo principale è trasformare anche Kōki, di cui è innamorata, in un non-morto per averlo tutto per sé. Kaori e Liliana intervengono per salvare i loro amici, e Kaori utilizza i suoi poteri per guarire i compagni di classe, che iniziano a riprendersi. Tuttavia, Daisuke ferisce mortalmente Kaori mentre Eri cerca di trasformarla in un non-morto per averla al suo fianco. All'ultimo secondo, Hajime arriva e elimina tutti i cavalieri posseduti con la sua minigun. Eri ordina a Meld, ora un non-morto, di attaccare Hajime. Durante lo scontro, Meld recupera momentaneamente la coscienza e chiede a Hajime di porre fine alla sua sofferenza, a cui Hajime acconsente. Hajime cerca di uccidere Eri, ma viene interrotto da Daisuke, che viene brutalmente sconfitto e gettato fuori dall'arena da Hajime, presumibilmente ucciso dai mostri all'esterno. Freid giunge in soccorso e sfida Hajime a sconfiggere i numerosi mostri che invadono la città, cosa che riesce a fare facilmente grazie a un'arma spaziale da lui creata. Nel frattempo, Eri approfitta della confusione per fuggire con Freid, mentre il gruppo di Hajime recupera il corpo di Kaori, pianificando di resuscitarla. |                   |         |
| 25       | 12    | Un nuovo viaggio 「新たな旅立ち」 - Arata na tabidachi | 31 marzo 2022     |         |
| 25       | 12    | Liliana riassume le azioni di Eri che hanno portato all'attacco dell'esercito dei demoni contro la capitale. Dopo aver appreso della morte di suo padre, il re, Liliana sospetta che il rapimento di Aiko sia stato pianificato da un'altra persona oltre a Eri. Nel frattempo, il gruppo di Hajime continua a prendersi cura del copro di Kaori, mentre Hajime permette ad Aiko di esprimere le sue emozioni dopo gli eventi recenti. Dopo uno scontro di allenamento tra Shizuku e Kōki, il gruppo di Hajime rivela di essere riuscito a preservare l'anima di Kaori, la quale è stata impiantata nel corpo di Noint per potenziare le capacità di combattimento, mentre il corpo originale di Kaori è stato conservato per il loro ritorno in Giappone. Hajime svela agli altri studenti le vere intenzioni di Ehit, mentre Kōki propone di affrontarlo per salvare il mondo. Tuttavia, Hajime insiste sul concentrarsi sul ritorno al loro mondo. Nonostante questo disaccordo, i ragazzi decidono di unire le forze con Hajime. Si dividono in due gruppi: uno accompagna Hajime nel prossimo labirinto per rafforzarsi, tra chi Shizuku e Kōki, mentre l'altro gruppo accompagna Liliana per incontrare l'imperatore nella capitale, nel tentativo di contrastare i piani di Ehit. |                   |         |
| OAV 3    | OAV 3 | Il più forte del mondo prende una normale deviazione 「ありふれた寄り道で世界最強」 - Arifureta yorimichi de sekai saikyō | 23 marzo 2022     |         |
| OAV 3    | OAV 3 | Questo episodio si svolge quando Myu faceva ancora parte del gruppo. Mentre Kaori cura alcuni viaggiatori, Shea, Tio e Myu chiedono a Yue di insegnare loro la magia. Hajime però le avverte che le spiegazioni di Yue sono vaghe e prive di senso. Tuttavia, Kaori decide di partecipare alla lezione e apprende immediatamente un incantesimo di campo di forza, sorprendendo tutti. Durante una sosta in una città, su suggerimento di Myu, decidono di scambiarsi i vestiti per divertimento. Myu indossa i vestiti di Yue, Yue quelli di Tio, Tio quelli di Myu, Shea quelli di Kaori e Kaori quelli di Shea. Hajime rimane sorpreso, mentre Kaori si sente imbarazzata per l'abbigliamento succinto di Shea. Dopo essersi scambiati i vestiti, il gruppo riprende il viaggio. Yue è infastidita dal fatto che Myu la chiami sempre "sorellona" invece di "mamma". Tuttavia, Myu le assicura il suo affetto e le accarezza la testa, facendola regredire a uno stato infantile. Questo gesto fa quasi perdere a Hajime il controllo del veicolo per quanto sono carine. |                   |         |
| OAV 4    | OAV 4 | L'avventura fantasmagorica e l'incontro miracoloso 「幻の冒険と奇跡の邂逅」 - Maboroshi no bōken to kiseki no kaigō | 25 settembre 2022 |         |
| OAV 4    | OAV 4 | Questo episodio si svolge dopo che il gruppo di Hajime ha fatto ritorno dalle rovine sommerse di Melusine. Il gruppo di Hajime si ritrova a parlare con Myu e Remia delle Sette Leggende di Erisen e determinati a vedere la "Volontà splendente del mare". Secondo la leggenda, se si incontra ciò che la rappresenta, si potrà esaudire un desiderio. Per incontrarla, Hajime e gli altri attendono la notte, in modo da permettere a Myu di vivere un'ultima avventura con loro. In seguito, una fitta nebbia cala e appaiono una balena volante insieme a un ciclone, che li trasporta in una città in rovina, separandoli. Mentre Hajime protegge Remia dagli attacchi dei mostri, Myu sente una voce che le chiede di aver bisogno dell'aiuto di due persone provenienti da epoche diverse. Nel frattempo, mentre Hajime cura una ferita di Remia, Myu viene salvata dalla balena dai mostri e incontra i Liberatori, un gruppo composto da Meiru Melusine, Miledi Reisen, Oscar Orcus e Naiz Gruen, con cui stringe amicizia. La balena incita Myu ad affrettarsi, quindi i Liberatori la aiutano a farsi strada tra le orde di creature che invadono la zona. Anche il gruppo di Hajime è coinvolto nella battaglia e si ricongiunge a Myu. Dopo aver appreso dalla balena che l'orda di mostri è il risultato di un esperimento fallito, il gruppo di Hajime di allea con i Liberatori per riparare il sigillo della torre che permetterà di eliminare le creature. Unendo le forze, riescono nell'impresa, ma come conseguenza devono tornare alle rispettive epoche, privi dei ricordi di quell'avventura. Alla fine, Hajime e il suo gruppo si risvegliano e assistono alla manifestazione della Volontà splendente del mare (la balena), notando un aumento nelle loro statistiche. Nel frattempo, i Liberatori sono di buon umore, anche se non ne comprendono il motivo. |                   |         |

### Terza stagione
| Nº serie | Nº | Titolo italiano Giapponese 「Kanji」 - Rōmaji | In onda          | In onda |
| Nº serie | Nº | Titolo italiano Giapponese 「Kanji」 - Rōmaji | Giapponese       |         |
| 26       | 1  | Conigli a raccolta 「ウサミミ参上」 - Usamimi sanjō | 14 ottobre 2024  |         |
| 26       | 1  | Saliti a bordo della sua nuova aeronave, la Fenrir, Hajime e gli altri si recano nel luogo in cui si trova il sesto labirinto, ma prima intendono fermare l'Impero Hoelscher e lasciarvi Lilliana per negoziare un'alleanza con l'Imperatore contro i demoni. Per una coincidenza si riuniscono alla tribù degli Haulia e apprendono da loro che alcuni dei loro abitanti sono stati catturati dall'Impero per diventare schiavi, compreso il padre di Shea. Shea insiste sul fatto che la loro missione di completare il prossimo labirinto è prioritaria, ma Hajime nota i suoi sentimenti repressi di preoccupazione per la sua gente e la incoraggia a essere sincera. Su richiesta di Shea, Hajime e il suo gruppo decidono di salvare gli Haulia prigionieri. |                  |         |
| 27       | 2  | Il grido della rivoluzione 「反旗の雄叫び」 - Hanki no otakebi | 21 ottobre 2024  |         |
| 27       | 2  | Nell'Impero Hoelscher, Hajime, Yue e Shea salvano il padre di Shea e gli altri prigionieri Haulia. Hajime apprende da loro che, dopo che la fama della tribù Haulia ha raggiunto l'Impero Hoelscher, l'Imperatore ha deciso di cacciare tutti i leporidi per rafforzare il suo esercito e la sua forza lavoro; gli Haulia prigionieri hanno infatti ottenuto informazioni per preparare un attacco furtivo agli aiutanti dell'Imperatore per farlo desistere. Hajime rifiuta di unirsi alla loro lotta e decide di aiutare gli Haulia ad attaccare l'Impero Hoelscher. |                  |         |
| 28       | 3  | L'ordalia della principessa 「王女の受難」 - Ōjo no junan | 28 ottobre 2024  |         |
| 28       | 3  | Hajime viene convocato dall'imperatore, Gahard D. Hoelscher, per un'udienza. In quell'occasione, Gahard cerca di convincere Hajime a unirsi al suo fianco contro le forze demoniache, ma lui rifiuta. Successivamente, Hajime e gli altri apprendono che Lilliana sta per sposare il figlio di Gahard, Baius, per stringere un'alleanza tra Hoelscher e il regno di Heiligh. Kouki e gli altri cercano di dissuadere Lilliana, ma lei insiste che è suo dovere di principessa anteporre il futuro del suo regno alla sua felicità. Gahard organizza un banchetto per festeggiare il fidanzamento del figlio, ma poco prima dell'inizio del rinfresco, Baius entra nella stanza di Lilliana e tenta di violentarla, ma viene fermato da un ragno meccanico inviato da Hajime che gli inietta un farmaco per dormire. Nel frattempo, Hajime e il suo gruppo arrivano al banchetto e iniziano a mettere in atto il loro piano. |                  |         |
| 29       | 4  | L'Impero VS I conigli supremi 「帝国VS最凶ウサギ」 - Teikoku VS Saikyō usagi | 4 novembre 2024  |         |
| 29       | 4  | La tribù Haulia invade il palazzo durante il banchetto e uccide la maggior parte delle guardie. Affrontano e sconfiggono Gahard, uccidendo Baius e costringendo l'imperatore e i suoi subordinati a giurare di liberare tutti gli schiavi e di non attaccarli mai più, sotto un incantesimo che li ucciderà se dovessero infrangere la promessa. Dopo che gli Haulias si sono guadagnati l'indipendenza e il fidanzamento di Lilliana è stato annullato, Hajime e il resto del gruppo decidono di partire per il sesto labirinto come previsto in origine. |                  |         |
| 30       | 5  | Il ritorno dell'eroe 「英雄の凱旋」 - Eiyū no gaisen | 11 novembre 2024 |         |
| 30       | 5  | Facendo prigioniero Gahard, il gruppo di Hajime torna a Verboten dove restituisce i semiumani schiavizzati alle loro famiglie. Nell'occasione, Gahard rifiuta di fare la pace con le altre razze, affermando che il suo accordo vale solo per gli Haulia, e Hajime lo rimanda a casa tramite un portale di teletrasporto. Il consiglio delle razze chiede anche a Cam di unirsi a loro, ma lui rifiuta. Durante la notte, Shea porta Hajime al luogo in cui riposa sua madre, dove la ringrazia per aver incontrato Shea e i due trascorrono un po' di tempo insieme. Il giorno successivo, il gruppo si dirige verso l'albero colossale, il cui labirinto è ora accessibile dopo che Hajime ne ha liberati diversi in precedenza. Dopo i titoli di coda, Hajime si risveglia nel mondo umano con il corpo ripristinato nella sua forma originale, accanto a Yue. |                  |         |
| 31       | 6  | Il gran labirinto di Haltina 「ハルツィナ大迷宮」 - Harutsina dai meikyū | 18 novembre 2024 |         |
| 31       | 6  | Hajime teletrasporta Lilliana nel regno e, appena entrato nel labirinto, si accorge che Yue, Tio e Ryutaro sono stati sostituiti da cloni e li distrugge. Poco dopo, Hajime incontra un goblin che riconosce subito come Yue e scopre che lei e gli altri membri mancanti sono stati trasformati in mostri per testare i legami del gruppo. Riunito con gli altri, il gruppo prosegue fino a quando non viene avvolto da una luce e Hajime si risveglia nel mondo umano con il suo corpo ristabilito e Yue, Shea, Tio, Kaori e Myu che vivono una vita felice come normali umani accanto a lui. Hajime si rende subito conto che era tutta un'illusione e, resistendo alla tentazione di vivere in un mondo idilliaco invece che nella realtà, decide di liberarsi. Hajime si congratula per aver superato il test e si risveglia in una stanza dove gli altri membri stanno ancora dormendo. |                  |         |
| 32       | 7  | La prova diabolica 「悪魔の試練」 - Akuma no shiren | 25 novembre 2024 |         |
| 32       | 7  | Uno dopo l'altro, tutti i compagni di Hajime tornano dai loro sogni, tranne Kouki, Ryutaro e Suzu, che Kaori risveglia a forza con i suoi poteri. Il gruppo procede oltre e scopre che l'albero colossale è molto più grande di quanto si pensasse, con solo la sua punta esposta al suolo, quando vengono attaccati dagli slime che li inzuppano in un liquido dalle proprietà afrodisiache che fa quasi perdere la ragione, tranne Hajime e Tio. Passato l'effetto, vengono attaccati da uno sciame di scarafaggi che incute loro paura e, mentre si difendono dagli insetti, Hajime inizia improvvisamente a provare un profondo odio nei confronti di Yue, che prova lo stesso nei suoi confronti. |                  |         |
| 33       | 8  | Trattieni la speranza 「希望をこの手に」 - Kibō o kono-te ni | 2 dicembre 2024  |         |
| 33       | 8  | Hajime e Yue si rendono conto che l'astio tra loro è dovuto a un incantesimo che inverte i loro sentimenti. Anche gli altri continuano a combattere nonostante siano stati colpiti dall'incantesimo, con Tio che è la meno colpita grazie alla maturità acquisita vivendo per secoli. Il gruppo combatte un'ondata dopo l'altra di mostri insettoidi, finché Yue non evoca un incantesimo omnidirezionale che distrugge solo i nemici, mantenendo illesi gli alleati e distruggendo tutti i mostri e la loro fonte. Dopo aver completato l'ultima prova, il gruppo viene guidato al luogo di riposo del maestro del labirinto, Lyutilis Haltina, dove una sua proiezione rivela che il suo dono è la capacità di potenziare tutti i tipi di magia e insegna loro un modo per combinarli e creare un nuovo tipo di magia, chiamata "magia concettuale", in grado di aggirare le leggi della natura. La donna regala ad Hajime un oggetto creato con questa magia, una bussola che punta verso qualsiasi cosa l'utente desideri, compresi altri mondi, il che significa che potrebbe potenzialmente permettergli di tornare in Giappone. |                  |         |
| 34       | 9  | Cuore che muta 「変わりゆく心」 - Kawari yuku kokoro | 9 dicembre 2024  |         |
| 34       | 9  | Dopo che tutti i membri hanno superato con successo il labirinto, tranne Kouki, Suzu e Ryutaro, il gruppo torna a Verbergen per festeggiare. Nell'occasione, Shea si ingelosisce del fatto che la principessa Althena si sia avvicinata troppo ad Hajime e scopre che Althena lo ha fatto per attirare la sua attenzione. In seguito, Hajime si avvicina a Shea e dichiara che, nonostante il suo amore per Yue, prova qualcosa anche per lei e la bacia. Kouki e gli altri chiedono ad Hajime di accompagnarli a sfidare anche l'ultimo labirinto, perché intendono affrontare Eri per farla tornare in sé. Nel frattempo, nella nazione dei demoni, Eri crea un esercito di non morti potenziati con la magia per Freid, in preparazione dell'imminente battaglia con i suoi ex compagni di classe. Ad Erisen, Myu e sua madre osservano una fortezza galleggiante che appare improvvisamente nel cielo. |                  |         |
| 35       | 10 | L'ultimo gran labirinto 「最後の大迷宮」 - Saigo no dai meikyū | 23 dicembre 2024 |         |
| 35       | 10 | Hajime potenzia le armi del gruppo, ma sostiene che la spada di Kouki non può essere migliorata in quanto già perfetta. Shizuku si sforza di confessare i suoi sentimenti per Hajime. Il gruppo segue la bussola fino al nevaio Schnee e Shea cade da un crepaccio, così la seguono. Hajime uccide diversi conigli, traumatizzando il gruppo finché non spiega che erano mostri travestiti. Vengono attaccati da mostri di ghiaccio che si rigenerano e sono controllati da una gigantesca tartaruga di ghiaccio. Kouki, Ryutaro, Shizuku e Suzu affrontano la tartaruga mentre gli altri si occupano del resto. Kouki elimina la tartaruga, ma non riesce a distruggere il suo nucleo, che viene afferrato da un'altra creatura di ghiaccio che scappa. Kouki urla che deve dimostrare di essere migliore di Hajime, ma è troppo stanco per inseguirlo. Tuttavia, le creature di ghiaccio si frantumano e si apre l'ingresso dell'ultimo labirinto. Dopo una breve pausa, il gruppo entra, ma Kouki inizia a sentire un rumore che nessuno sente. |                  |         |
| 36       | 11 | Scontro emotivo 「感情の矛先」 - Kanjō no hokosaki | 30 dicembre 2024 |         |
| 36       | 11 | Il labirinto è come una gelida sala degli specchi. Kouki diventa sempre più stressato e paranoico quando è l'unico a sentire una voce che gli dice che non è abbastanza forte per vincere. Gli altri iniziano a sentire le loro voci e Hajime deduce che il labirinto sta attaccando le loro insicurezze quando la sua voce lo definisce un mostro che non merita di tornare a casa. Shizuku ricorda di aver sempre anteposto i bisogni di Kaori ai suoi, mentre la voce le dice che sarà sempre sola. Mentre la voce di Kouki dice che Hajime gli toglie tutto, vede il suo riflesso muoversi da solo, ma quando Shizuku dice di averlo immaginato, si arrabbia e fa notare che avrebbe creduto subito ad Hajime. Vengono attaccati dai cavalieri di ghiaccio e combattono, ma i loro attacchi iniziano a essere tirati l'uno verso l'altro e discutono fino a quando Tio deduce che sono le voci a causarlo. Si rendono conto che ogni membro del gruppo deve sconfiggere un cavaliere specifico per avanzare e ci riescono tutti. Dopo aver attraversato un portale, il gruppo viene separato. Hajime, mentre prosegue il cammino da solo, si confronta con il proprio riflesso che prende vita. |                  |         |
| 37       | 12 | Animo snudato 「本当の心」 - Hontō no kokoro | 20 gennaio 2025  |         |
| 37       | 12 | Il riflesso passa ai colori negativi e attacca Hajime, insinuando che teme di non essere accettato sulla Terra e che il suo amore per Yue non è reale. Hajime deduce che la prova consiste nel superare le proprie insicurezze, ma si rifiuta di ammettere le proprie paure e si limita a sopraffare il riflesso, uccidendolo. Shizuku viene attaccata dal suo stesso riflesso di colore negativo che la schernisce dicendo che teme di non essere considerata femminile, di morire e di non poter ammettere i suoi sentimenti per Hajime, poi rivela di odiare segretamente Shea e Yue per essersi messe insieme a lui. Shizuku viene rapidamente sopraffatta, ferita e crolla implorando che qualcuno la salvi. Il riflesso cerca di finirla, ma Hajime arriva e blocca la sua spada. |                  |         |
| 38       | 13 | Per fortuna rimane una depravata! 「良かった！ やっぱり変態だ！」 - Yokatta! Yappari hentai da! | 27 gennaio 2025  |         |
| 38       | 13 | Hajime guarisce Shizuku, ma quando lei ha paura di combattere il suo riflesso, le offre un buffo elmo rosa, motivandola a combattere per evitare di indossarlo. La ragazza uccide il riflesso, ma è esausta e perde l'elastico per capelli. Hajime gliene fa uno nuovo con effetto curativo e la porta in braccio; lei gli confessa i suoi sentimenti per lui, scioccandolo. Nel frattempo, Freid sveglia Eri e le dice che è quasi ora di tornare in battaglia. Suzu combatte contro il suo riflesso che la deride per essere fuggita dai problemi con un falso sorriso e per non aver fatto nulla quando si è accorta che Eri aveva qualcosa che non andava. Suzu ammette le sue colpe e uccide il riflesso prima di svenire. Ryutaro la trova e la porta in braccio, dicendo di aver sconfitto il suo riflesso che lo derideva per essere più debole di Hajime e Kouki. I due trovano Tio che sta combattendo contro il suo riflesso, il quale la deride perché segretamente vuole scatenarsi e vendicarsi per la distruzione del suo paese e del suo popolo. Tio dice con calma di essere un drago dignitoso, non un animale, e uccide il suo riflesso. Poi disgusta Suzu e Ryutaro parlando delle cose perverse che vuole fare con Hajime. Dopo i titoli di coda, Yue si trova su un campo di battaglia pieno di cadaveri.                                                                               |                  |         |
| 39       | 14 | L'epico scontro tra vampira strapotente e coniglia sovrumana 「チート吸血姫とバグウサギの大喧嘩」 - Chīto kyūketsu hime to baguusagi no dai kenka | 3 febbraio 2025  |         |
| 39       | 14 | Lo zio di Yue la recupera dal campo di battaglia e la chiama con il suo nome originale, Aletia. Si tratta di una visione che Yue ha ricevuto dal suo riflesso, il quale la schernisce sul fatto che lo zio, che lei amava, l'ha tradita e imprigionata in un labirinto. Yue sottolinea che se non fosse stata sigillata, non avrebbe mai incontrato Hajime. Il riflesso di Shea la schernisce dicendole che è troppo debole per aiutare la sua famiglia, ma Shea la uccide, dicendo che l'ha superata da tempo. Prima di essere uccisa, il riflesso di Yue le fa chiedere perché sia stata sigillata. Quando Shea la trova, Yue, afflitta da dubbi su se stessa, le dice di prendersi cura di Hajime nel caso le succedesse qualcosa. Insultata dal fatto che Yue possa anche solo pensare di morire per Hajime, Shea la attacca. Il riflesso di Kaori la deride perché è troppo debole per aiutare Hajime e perché è gelosa delle altre ragazze, ma Kaori ribatte che anche lei tiene alle altre ragazze. All'improvviso si imbattono nella battaglia tra Yue e Shea. Shea insulta il petto piatto di Yue, facendola infuriare. Le due combattono fino allo sfinimento e il riflesso di Kaori viene ucciso dalla caduta di detriti. Yue e Shea si riconciliano, ma Kaori le rimprovera per aver interrotto la sua prova.                                                                                     |                  |         |
| 40       | 15 | Il fondamento dell'eroismo 「勇者の根幹」 - Yūsha no konkan | 10 febbraio 2025 |         |
| 40       | 15 | Il riflesso di Kouki lo sconfigge senza sforzo e lo deride perché è geloso di Hajime per avergli rubato il ruolo di eroe e le ragazze che crede di meritare. Quando Hajime e Shizuku arrivano, Kouki attacca Hajime mentre il riflesso affronta Shizuku. Kouki incolpa Hajime di tutte le sue disgrazie, credendo che abbia fatto il lavaggio del cervello alle ragazze perché lo seguissero, quindi intende ucciderlo per riscattarsi. Quando Hajime lo batte senza sforzo, il riflesso mette fuori combattimento Shizuku e si fonde con Kouki per potenziarlo. Tutti gli altri arrivano e invitano Kouki a reagire, ma lui non li ascolta. Hajime lo colpisce con una luce che elimina il riflesso dal suo corpo, ma Kouki tenta ancora di attaccarlo e viene messo al tappeto. Shizuku rivela di amare Hajime e gli altri sono felici per lei. Ryutaro porta in braccio Kouki mentre discutono del fatto che non ha superato la prova e che dovranno occuparsi di lui quando si sveglierà. Alla fine raggiungono il palazzo del maestro del labirinto. |                  |         |
| 41       | 16 | La chiave per la porta del mondo 「世界の扉を開く鍵」 - Sekai no tobira o hiraku kagi | 17 febbraio 2025 |         |
| 41       | 16 | Il gruppo entra nel palazzo, ma Hajime e Yue gridano improvvisamente sopraffatti dal dolore e perdono conoscenza. Quando si svegliano, cercano di fare sesso, ma vengono rimproverati quando entrano gli altri. Spiegano che la conoscenza della magia concettuale è stata scaricata nelle loro menti e decidono di unire i loro poteri per creare un modo per raggiungere la Terra. Mentre il gruppo aspetta, discutono del fatto che devono ancora fermare Eri e Shea e Tio vogliono visitare le loro terre d'origine prima di andare sulla Terra. Kouki si sveglia e ha riacquistato la sanità mentale, ma è ancora arrabbiato per tutti i risultati ottenuti da Hajime e per aver fallito la prova del labirinto. Quando si recano a controllare Hajime e Yue, vengono bombardati dai ricordi di Hajime, quando cade e lotta per sopravvivere nel Labirinto di Orcus, e molti si commuovono fino alle lacrime, apprendendo che il desiderio più grande di Hajime è quello di tornare a casa. Grazie ai loro poteri, Hajime e Yue creano una chiave che può aprire dei portali verso altri mondi. Dopo una deviazione di Suzu per addomesticare alcune bestie, il gruppo cavalca un drago di ghiaccio fino al regno dei demoni per affrontare Eri e Yue esprime il desiderio di voler incontrare la famiglia di Hajime. Dopo i titoli di coda, Eri e Freid formano un esercito identico di copie di Noint. |                  |         |

## Home video

### Giappone
La prima stagione è stata pubblicata in Blu-ray dal 30 ottobre 2019 al 26 febbraio 2020.
| Volume | Episodi       | Data di pubblicazione |
| ------ | ------------- | --------------------- |
| 1      | 1–5 + 5.5     | 30 ottobre 2019       |
| 2      | 6–9 + OAV 1   | 25 dicembre 2019      |
| 3      | 10–13 + OAV 2 | 26 febbraio 2020      |

La seconda stagione è stata pubblicata in Blu-ray dal 23 marzo al 27 luglio 2022.
| Volume | Episodi     | Data di pubblicazione |
| ------ | ----------- | --------------------- |
| 1      | 1–4 + OAV 3 | 23 marzo 2022         |
| 2      | 5–8         | 25 maggio 2022        |
| 3      | 9–12        | 27 luglio 2022        |

La terza stagione è stata pubblicata in Blu-ray dal 25 dicembre 2024 al 30 aprile 2025.
| Volume | Episodi | Data di pubblicazione |
| ------ | ------- | --------------------- |
| 1      | 1–5     | 25 dicembre 2024      |
| 2      | 6–9     | 12 marzo 2025         |
| 3      | 10–13   | 9 aprile 2025         |
| 4      | 14–16   | 30 aprile 2025        |